# Varanus mabitang
Varanus mabitang este o specie de reptile din genul Varanus, familia Varanidae, descrisă de Maren Gaulke și Eberhard Curio în anul 2001. A fost clasificată de IUCN ca specie în pericol. Conform Catalogue of Life specia Varanus mabitang nu are subspecii cunoscute.